# Inage-ku
Inage-ku (稲毛区?) è uno dei sei quartieri amministrativi della città di Chiba, in Giappone.